# Freno hidráulico

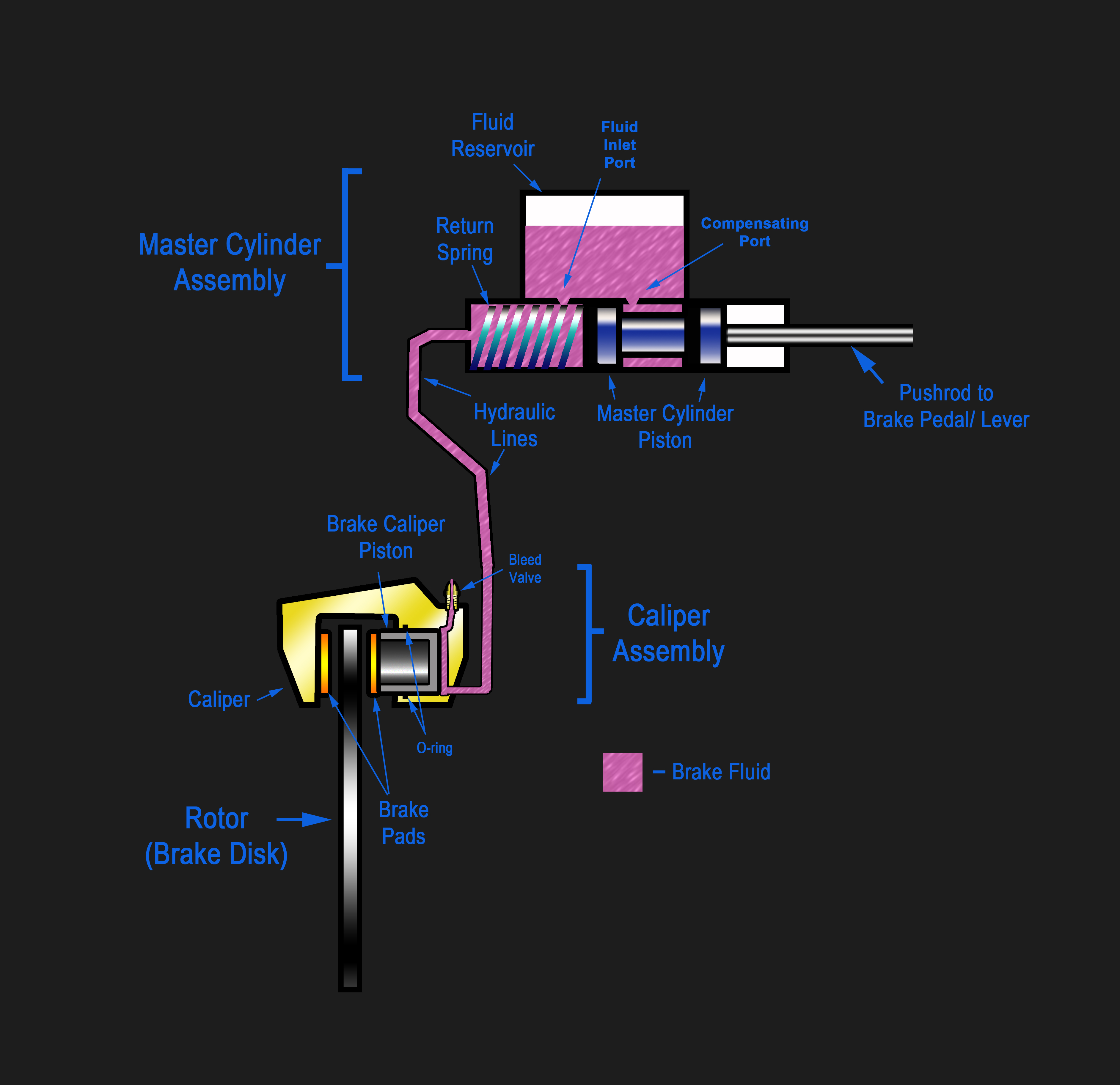
Freno hidráulico.

El freno hidráulico es un tipo de freno que aprovecha la acción multiplicadora del esfuerzo ejercido sobre un líquido oleoso incompresible.
Su principal función es disminuir o anular progresivamente la velocidad del vehículo, o mantenerlo inmovilizado cuando está detenido. El sistema de freno principal, o freno de servicio, permite controlar el movimiento del vehículo, llegando a detenerlo si fuera preciso de una forma segura, rápida y eficaz, en cualquier condición de velocidad y carga en las que rueda.
Los frenos deben cumplir los requisitos de inmovilizar al vehículo en pendiente, incluso en ausencia del conductor. Un freno es eficaz, cuando al activarlo se obtiene la detención del vehículo en un tiempo y distancia mínimos. La estabilidad de frenada es buena cuando el vehículo no se desvía de su trayectoria. Una frenada es progresiva, cuando el esfuerzo realizado por el conductor es proporcional a la acción de frenado.
Un freno de tambor, está fijado a la rueda por medio de tornillos, en cuyo interior van alojadas las zapatas, provistas de forros de un material muy resistente al calor y que pueden ser aplicadas contra la periferia interna del tambor por la acción del bombín, produciéndose en este caso el rozamiento de ambas partes. Como las zapatas van montadas en el plato, sujeto al chasis por el sistema de suspensión y que no gira, es el tambor el que queda frenado en su giro por el frotamiento con las zapatas.
Freno de disco: sustituyen el tambor por un disco, que también se une a la rueda por medio de tornillos. Este disco puede ser frenado por medio de unas plaquetas, que son accionadas por un émbolo y pinza de freno, que se aplican lateralmente contra él deteniendo su giro. Suelen ir convenientemente protegidos y refrigerados, para evitar un calentamiento excesivo de los mismos.